# Carl Friedrich Philipp Sigmund Martius
Carl Friedrich Philipp Sigmund Martius ( 1829 - 1899) fue un micólogo, naturalista, y botánico alemán.
- La abreviatura «C.Mart.» se emplea para indicar a Carl Friedrich Philipp Sigmund Martius como autoridad en la descripción y clasificación científica de los vegetales.[2]